# Койна Русева
Койна Русева е българска актриса.

## Биография

### Произход и образование
Родена е на 2 май 1970 г. в Стара Загора, където завършва средно образование в МГ „Гео Милев“. В рода ѝ има изявени артисти, писатели, музиканти и творчески натури.
Завършва актьорско майсторство във ВИТИЗ „Кръстьо Сарафов“ през 1993 г. в класа на проф. Крикор Азарян с асистенти Елена Баева и Тодор Колев.

### Кариера
Играе на сцената на Младежкия театър. Там участва в пиеси като „Тартюф“, „В ледовете“, „Осъдени души“ и други. Отделно от това играе и в театър „Сълза и смях“, където участва в „Чайка“ и „Платонов“, в Театър „София“ в „Животът – това са две жени“, Театър 199 в пиесите „Другият човек“, „Невинните“ и „Три дъждовни дни“. Участва като актриса в забавно-развлекателното предаване „Аламинут“, излъчвано по bTV.
През 2022 г. печели награда „Икар“ за водеща женска роля за Воланд в „Майстора и Маргарита“ по Михаил Булгаков, реж. Николай Поляков, Младежки театър „Николай Бинев“.
Тя е българският глас на мамута Ели в дублажа на анимационната поредица „Ледена епоха“.

## Личен живот
Русева е омъжена и има 3 деца.

## Филмография
- „Те, вълните“ (2025) (сериал) – Вяра
- „Prey for the Devil“ (2022) – Майката на Ани
- „Пътят на честта“ (сезон 2, 2021) – Красимира Зарева
- „Привличане“ (2018) – Ирена Великова
- „Скъпи наследници“ (2018) – Милица
- „Бартер“ (2015) – Дина
- „Дървото на живота“ (2013) (24 серии) – Бела
- „Още една мечта“ (2012) – Койна
- „Под прикритие“ (2011 – 2013) – Бояна Василева, адвокат на Джаро
- „Love.net“ (2011) – Емилия
- „Изпуснати думи“ (2010)
- „Зад кадър“ (2010)
- „Прима примавера“ (2009) – пчеларка
- „Train“ (2008/I) – д-р Велислава
- „Хиндемит“ (2008)
- „Искам го мъртъв“ (2008)
- „Посредникът“ (2008)
- „Моето мъничко нищо“ (2007) – Силвия
- „Ерудитъ“ (2005)
- „Морска сол“ (2005) – Соня
- „Патриархат“ (7-сер. тв, 2005) – Мичето (Мичон)
- „Хълмът на боровинките“ (2001) – певицата
- „Коледата е възможна“ (2001) – Галя, приятелката на Стефан
- „Печалбата“ (2001) – Еми
- „La Donna E Mobile“ (1993) – Лили